# 謝連尼亞赫河

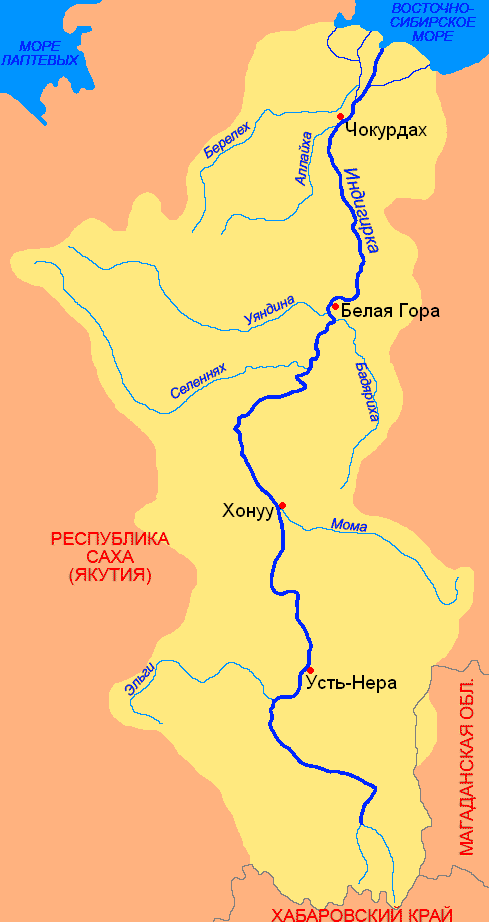
謝連尼亞赫河流经图

謝連尼亞赫河是俄羅斯的河流，屬於因迪吉爾卡河的左支流，由薩哈共和國負責管轄，河道全長796公里，流域面積約30,800平方公里，發源自切爾斯基山脈，河水主要來自融雪和雨水。